# Hangman's Holiday
Hangman's Holiday is een verzameling korte verhalen in het detectivegenre van de Engelse schrijfster Dorothy L. Sayers. De bundel verscheen voor het eerst in 1933 en bevat 12 verhalen. Vier daarvan richten zich op de activiteiten van de aristocratische amateurdetective Lord Peter Wimsey, de speurder aan wie de schrijfster elf romans wijdde. Zes verhalen voeren een andere speurneus op in de figuur van de handelsreiziger Montague Egg, die uitsluitend voorkomt in korte verhalen van de schrijfster. Andere zaken rond deze speurder zijn verschenen in de bundel In the Teeth of the Evidence. Daarnaast bevat de bundel twee andere verhalen in hetzelfde genre.

## Inhoud
- Lord Peter Wimsey-verhalen:
  - "The Image in the Mirror"
  - "The Incredible Elopement of Lord Peter Wimsey"
  - "The Queen's Square"
  - "The Necklace of Pearls"
- Montague Egg-verhalen:
  - "The Poisoned Dow '08"
  - "Sleuths on the Scent"
  - "Murder in the Morning"
  - "One Too Many"
  - "Murder at Pentecost"
  - "Maher-Shalal-Hashbaz"
- Andere verhalen:
  - "The Man Who Knew How"
  - "The Fountain Plays"